# Olof Bergström (predikant)
Olof Bergström, född 3 september 1841 i Bjuråker socken, Hälsingland, död 3 februari 1910 i Maryland, Tennessee, var en svensk baptistpredikant, som 5 november 1879 grundade Sveriges första godtemplarloge, Klippan i Göteborg. Året därpå valdes han till maliniternas svenske stormästare.
I födelse- och dopboken för Hassela socken 1775-1843 finns Bergström antecknad som född och senare döpt i socknens prästgård. Skrönor om familjen har gjort gällande att de var förmöget bondfolk, vilket husförslängderna står i bjärt kontrast till. I hemsocknen gick Bergström under namnet "Skamp-Olle" och han var en duktig fiolspelare. I Lennsjö i Bjuråkers socken finns en sten som rests till hans minne, vilken berättar att han föddes på just den platsen. Dock har det funnits en mängd förslag till födelsesocken för Olof Bergström. 
Bergström anslöt sig 1856 till baptismen och var under några år medlem i styrelsen för Norrlands missionsförening och aktiv som predikant i Norrland, men ibland även längre söderut. 1870 emigrerade Bergström till USA, där han var verksam som baptistpredikant fram till 1873, varpå han började arbeta med tomtspekulationer samtidigt som han var anställd av Union Pacific Railroad som invandraragent. 1877 återvände han till Sverige och Sundsvall där han sysslande med trävaruhandel, men ruinerades på grund av misslyckade spekulationer. Han återvände därefter till USA där han fortsatte arbeta som invandraragent. Efter att ha blivit övertygad absolutist återvände han till Sverige för att bilda nykterhetsloger för att sprida nykterheten. 1879 bildade han i Göteborg Sveriges första nykterhetsloge och 31 mars 1880 Sveriges första storloge, och var en tid dess ordförande. Han utgav även tidningen Nykterhetskämpen. 1882 lämnade han åter Sverige och återvände till USA där han kom drev invandraragentur och sysslade med jordaffärer. Han grundade även staden Gothenburg i Nebraska 1882, där han slagit sig ner på en gård.
Bergström gjorde flera resor till Sverige för att rekrytera nybyggare till Gothenburg. Han sköt senare sin hustrus älskare och dog alkoholiserad 1910.